# Фінал кубка СРСР з футболу 1936
Перший фінал кубка СРСР з футболу відбувся на стадіоні «Динамо» в Москві 23 серпня 1936 року. У грі взяли участь московський «Локомотив» і тбіліське «Динамо».

## Претенденти
- «Локомотив» (Москва) — п'яте місце у першому чемпіонаті СРСР (група «А»).
- «Динамо» (Тбілісі) — переможець групи «Б» у першому чемпіонаті СРСР.

## Шлях до фіналу
| «Локомотив»                | «Локомотив» | Етап    | «Динамо»                        | «Динамо» |
| -------------------------- | ----------- | ------- | ------------------------------- | -------- |
|                            |             |         |                                 |          |
| Суперник                   | Рахунок     | Плей-оф | Суперник                        | Рахунок  |
| «Динамо» (Кунгур)          | 0-7         | 1/32    | «Динамо» (Батумі)               | 0-2      |
| «Динамо» (Харків)          | 0-1         | 1/16    | «Будівельники» (Баку)           | 3-2      |
| «Спартак» (Ленінград)      | 3-0         | 1/8     | «Тракторний завод» (Сталінград) | 1-3      |
| «Серп і Молот» (Харків)    | 2-1         | 1/4     | «Спартак» (Москва)              | 3-6      |
| «Червона зоря» (Ленінград) | 5-0         | 1/2     | «Червоний прапор» (Ногінськ)    | 5-1      |

## Деталі матчу
| 23 серпня 1936 |

| «Локомотив» М          | 2 – 0    | «Динамо» Тб |
| ---------------------- | -------- | ----------- |
| Соколов 18' Лавров 24' | Протокол |             |

| «Динамо» (Москва) Глядачів: 22 000 Арбітр: Микола Усов (Ленінград) |

|  |  |

| ЛОКОМОТИВ        |                     |                  |
|                  |                     |                  |
| ВР               | Микола Разумовський |                  |
| ЗХ               | Іван Андрєєв        |                  |
| ЗХ               | Ілля Гвоздков       |                  |
| ПЗ               | Дмитро Максимов     |                  |
| ПЗ               | Михайло Жуков       |                  |
| ПЗ               | Віталій Стрєлков    |                  |
| НП               | Олександр Семенов   |                  |
| НП               | Олексій Соколов     |                  |
| НП               | Микола Ільїн        |                  |
| НП               | Віктор Лавров       | Замінений        |
| НП               | Петро Теренков      |                  |
| Запасні:         |                     |                  |
| ВР               | Валентин Гранаткін  |                  |
| НП               | Микола Міхеєв       | Вийшов на заміну |
| Тренер:          |                     |                  |
| Олексій Столяров |                     |                  |

|  |

| ДИНАМО      |                         |                  |
|             |                         |                  |
| ВР          | Олександр Дорохов       |                  |
| ЗХ          | Едуард Ніколайшвілі     |                  |
| ЗХ          | Шота Шавгулідзе         | Замінений        |
| ПЗ          | Микола Анікін           |                  |
| ПЗ          | Володимир Бердзенішвілі |                  |
| ПЗ          | Володимир Джорбенадзе   |                  |
| НП          | Ілля Панін              |                  |
| НП          | Михайло Бердзенішвілі   |                  |
| НП          | Борис Пайчадзе          |                  |
| НП          | Михайло Асламазов       |                  |
| НП          | Микола Сомов            |                  |
| Запасні:    |                         |                  |
|             | ?                       | Вийшов на заміну |
| Тренер:     |                         |                  |
| Жуль Лімбек |                         |                  |